# Emergency Warning Functionality
Die Emergency Warning Functionality (EWF) ist ein Standard, um per digital-terrestrischem Rundfunk vom Typ DAB+ (und DRM) im Katastrophenfall Warnmeldungen an die Bevölkerung zu übermitteln. Der Standard wurde in Deutschland entwickelt und befindet sich seit 2022 im Standardisierungsprozess als weltweiter Standard.
Im Deutschland ist EWF ein Teil des deutschen Warnsystems MoWaS, um die Bevölkerung im Katastrophenfall zu warnen. Die klassischen Sirenen werden beim Warnsystem MoWaS über Rundfunk und andere Systeme ersetzt und ergänzt.
In der Literatur wird oft Emergency Warning System (EWS) und Emergency Warning Functionality (EWF) synonym verwendet.

## Funktionsweise
EWF wird auf Geräten mit Empfang von digital-terrestrischem Rundfunk vom Typ DAB+ eingesetzt. Geräte mit EWF können aus dem Standby-Betrieb aufgeweckt oder laufende Radiosendungen auf den Warnkanal umgestellt werden, um Warnmeldungen zu verbreiten. Die Warnmeldung wird mehrmals über eine Computerstimme wiedergegeben – diese kann per Hand gestoppt werden oder in einer anderen Sprache wiederholt ausgesprochen werden.
Bei Geräten mit EWF ist das Protokoll Journaline verpflichtend zum individuellen Abruf von weiteren Warnhinweisen über das Display. Journaline ist ebenfalls mehrsprachig. Ebenso kann ein Lauftext über die Technik Dynamic Label eingeblendet werden. Für Hörbehinderte soll das Radiogerät zusätzlich blinken zum Abruf der Texte vom Display.
Gezielte regionale EWF-Warnungen sind mit der Funktion Geofencing möglich.
Ursprünglich standen als Endgeräte nur Radiogeräte im Fokus. Inzwischen wird DAB+ mit EWF auch für die Aktivierung von Warnsirenen eingesetzt oder zur Einblendung einer Warnmeldung bei E-Paper-Werbetafeln.

## Geschichte
Erste Pilotversuche erfolgten seit 2016 beim Netzbetreiber Bayern Digital Radio. Das Fraunhofer IIS sendet seit 2018 aus Erlangen regelmäßige Testsignale. Erste DAB+-Sendeanlagen mit besonders geeigneten Standorten wurden bereits auf dieses System erweitert. Seit 2019 betreibt die Medienanstalt Sachsen-Anhalt einen Testsender. Weitere Tests laufen auf Sendekanal 5C in Bayern und 10D bei den Sendern Wendelstein und Büttelberg.
Seit 2020 ist DAB+ Teil des deutschen Warnsystems MoWaS. In der Katastrophe Hochwasser in West- und Mitteleuropa 2021 zeigte sich, dass DAB+-Sendeanlagen robuster als Mobilfunk-Netze sind, da sie meist höher gelegene Senderstandorte verwenden.
Im September 2022 wurden auf der IFA die ersten Endkunden-Geräte mit EWF von der Firma Telestar vorgestellt.
Am zweiten Bundesweiten Warntag 2022 nahm EWF erfolgreich für Endbenutzer teil. An diesem Tag konnte die EWF-Funktion „AlarmAnnouncement OtherEnsemble“, mit der ein automatischer Wechsel auf den Warnkanal erfolgt, technisch nicht gesendet werden. Benutzer mussten für das automatische Einschalten und den Empfang der Durchsage vorher einen Radiosender aus der Liste des ersten Bundesmux Kanal 5C einstellen.
Die Mitglieder von Digitalradio Deutschland haben sich ausgesprochen, EWF schrittweise in den vollen Funktionsumfang zu überführen.
Digitalradio Deutschland reichte EWF zur weltweiten Standardisierung beim WorldDAB Technical Committee ein – mit dem Ziel einer Veröffentlichung im ersten Quartal 2024. Im Zuge der weltweiten Standardisierungdiskussion wurde der Mindestumfang in „Basic“ ergänzt um eine neue Funktion Regionalisierte Warnmeldungen mit einem Geocode, mit der das Endgerät eine Überwarnung verhindert (Geofencing).